# Mateo Hasa
Mateo Hasa (sinh 23 tháng 5 năm 1993) là một cầu thủ bóng đá Albania. Anh chơi ở vị trí tiền đạo cho câu lạc bộ Besa Kavajë ở Giải bóng đá hạng nhất quốc gia Albania.